# 施托施号护卫舰
施托施号为德意志帝国海军建造的六艘俾斯麦级护卫舰的三号舰，得名于普鲁士步兵上将暨海军上将阿尔布雷希特·冯·施托施。该级舰是在1870年代初作为海军大规模造舰计划的一部分而订购，旨在担任舰队侦察舰或前往德意志帝国感兴趣的海外地区执行长期任务。施托施号于1875年11月开始在斯德丁的伏尔铿船厂铺设龙骨，1877年10月下水，至1878年6月交付使用。为了在海外进行长途航行，该舰配备了一套全帆装索具，以便在燃煤缺乏的情况作为蒸汽机的补充。它装备有十门150毫米箍炮，最初被定型为盖甲板护卫舰，自1884年起又重归类为巡洋巡防舰。
施托施号于1880年代完成了一次重要的海外巡航。它首先是在1881年至1885年期间担任东亚巡洋分舰队的旗舰，然后于1885年初短暂被调往东非分舰队同样担任旗舰，继而于同年底返回德国之前被临时部署至西非水域。在国外的四年间，该舰参与了德国殖民帝国在扩张过程中的纠纷调解，尤其是在非洲和太平洋地区。从1886年初开始，施托施号经历了广泛的现代化改造，为其作为海军学员和其后见习水兵的教学舰做准备。它于1888年至1907年以此身份服役，在此期间，其活动主要包括参与舰队的训练演习和海外训练巡航。相关巡航通常是去往西印度群岛和地中海，但该舰也曾到访南美和西非。施托施号还参与解决涉及外国政府的争端，包括1895年两名德国公民在摩洛哥遇害一案，以及在1902－1903年委内瑞拉危机期间的争端。当1907年4月退役后，它曾一度在基尔充当废船，继而于同年10月出售报废。

## 设计
1870年至1871年的普法战争后，新成立的德意志帝国海军开始了一项旨在加强舰队实力的扩张规划。俾斯麦级的六艘舰于1870年代初订购，以补充德国的巡洋军舰队伍，因当时德国的巡洋舰队只能依赖于几艘已有二十年舰龄的船具。海军司令部明确现代蒸汽护卫舰对于舰队侦察以及保护德国在海外利益的长期巡逻任务而言是必要的。
施托施号的水线长和全长分别为72.18米和82米，有13.7米的舷宽以及5.20米的前吃水和6.30米的后吃水；其设计排水量为2,843吨，满载时则可达2,994吨。标准船员编制为18名军官和386名水兵。该舰由一台卧式三缸单胀往复式蒸汽机提供动力，用以驱动一副直径为5.2米的双叶螺旋桨；蒸汽则由四台卧式燃煤箱型火管锅炉供应，这使得它在2,419匹公制馬力（1,779千瓦特）额定功率下的最高航速可达12.6節（23.3每小時），并且能够以9節（17每小時）的速度连续航行2,380海里（4,410）。作为在长途航行期间对蒸汽机的辅助动力，施托施号还配备有一套总帆面积为2,210平方米的全帆装索具，但后期有所削减。
施托施号装备有十门150毫米22倍径后装式箍炮作为主炮，辅助武器则包括有两门88毫米30倍径速射炮和六门哈乞开斯37毫米转膛炮。

## 服役历史
俾斯麦级的三号舰是为替换老旧的盖甲板护卫舰瞪羚号而以“瞪羚代舰”（Ersatz Gazelle）作为合同代号发包予斯德丁的伏尔铿船厂承建。其龙骨自1875年11月开始铺设，至1877年10月8日下水。在下水仪式上，由时任波罗的海海军基地司令的海军少将赖因霍尔德·冯·维尔纳主持以帝国海军部首任部长——阿尔布雷希特·冯·施托施上将的姓氏为该舰命名。同年11月底，施托施号已经具备了足够的适航能力，遂由船厂船员将其经由斯维内明德转移到威廉港，在那里进行最后的舾装工作，包括安装舰炮。它于1879年底展开海试，并一直持续至8月11日。完成海试后，该舰先行停运并作预备役搁置。

### 海外部署

#### 东亚分舰队
1881年4月1日，施托施号获重新投运，在海军上校路易斯·冯·布兰克的指挥下部署到远东，并在那里担任驻该地区的海外巡洋分舰队的旗舰。当时，作为帝国海军部部长的斯托施实施了一项计划，即德国的殖民地将主要受炮舰保护，而大型军舰通常作储备搁置，少数则被编入一个机动分舰队以便迅速应对危机。施托施号于4月15日离开德国，绕过好望角，至7月18日抵达荷属东印度群岛的巴达维亚，并在那里与该分舰队的原旗舰、平甲板护卫舰弗蕾亚号会合。施托施号随后前往烟台会见分舰队的其他成员，包括盖甲板护卫舰赫塔号、炮舰鸡貂号和狼号。在布兰克接管巡洋分舰队并展开一系列训练演习后，施托施号独自访问了一些日本港口，继而前往香港。
与此同时，海军部认为同时兼任分舰队司令和舰长对于个人而言负担过重，于是施托施下令分舰队旗舰应设单独的舰长；为此，海军上校格隆姆斯达·冯·布赫霍尔茨（Glomsda von Buchholtz）于1882年1月8日登舰承担舰长职责。施托施号随后开始在南海和苏禄海巡航；这次航行还包括在霍洛岛停留，在那里布兰克与苏禄群岛苏丹巴达鲁德-丁二世谈判达成了贸易协定。分舰队于6月中旬在烟台集结，6月16日，施托施号和狼号率领外交代表团前往济物浦，与当时处于李氏王朝统治下的朝鲜商讨首份德朝贸易协定。随后，施托施号返回烟台，然后前往日本函馆，并在当地与最近抵达轮替赫塔号的盖甲板护卫舰伊丽莎白号会合。9月25日，施托施号和狼号开始对海河展开考察，当时他们正载着德国首任驻华公使巴兰德前往天津，后者将从那里经陆路赶赴北京。
1882年12月29日，施托施号与伊丽莎白号在厦门发动“煮锅战”（Pfannenkrieg von Amoy），它们派遣一支登陆部队上岸，收缴了一批中国当局在海关纠纷过程中从德国商人手中没收的糖煮锅。1883年3月6日，身处厦门的施托施号与分舰队其它成员部分合作，开始了东亚地区的巡航，然后于同年6月前往香港接受为期五个月的大修。在此期间，盖甲板护卫舰莱比锡号抵达并轮替了伊丽莎白号；海军少将马克斯·冯·德·戈尔茨则于8月26日从布兰克手中接过分舰队的指挥权。随着大修工程于11月4日完成，施托施号与搭载着轮替船员而来的姊妹舰施泰因号交换了编制。施托施号随后开始了另一轮东亚巡航，直至海军上校卡尔·帕申于1884年3月4日抵达接替戈尔茨。一周后，莱比锡号开始返航，轮换它的是5月中旬抵达的盖甲板护卫舰阿达尔贝特亲王号。
东亚分舰队连同临时受帕申指挥的奥匈帝国海军炮舰信天翁号于8月19日在吴淞口泊地集结，以应对该地区的反欧骚乱，这是由于中国与法国在东京和安南问题上的冲突导致了中法战争。与此同时，施托施号的船员正在日本休假，但不久后也被迫前往上海保护德国公民。9月16日，阿达尔贝特亲王号被派往南美水域，分舰队内仅剩炮舰鹦鹉螺号、狼号和施托施号三名成员。1885年1月，施托施号再度被召至济物浦，以应对该市的骚乱。但该舰在当地没有停留太久，因其于2月接到命令驶往东非水域，以担任正在那里组建的新巡洋分舰队的旗舰。东亚分舰队亦随之解散，仅余两艘炮舰留守驻地。

#### 东非分舰队

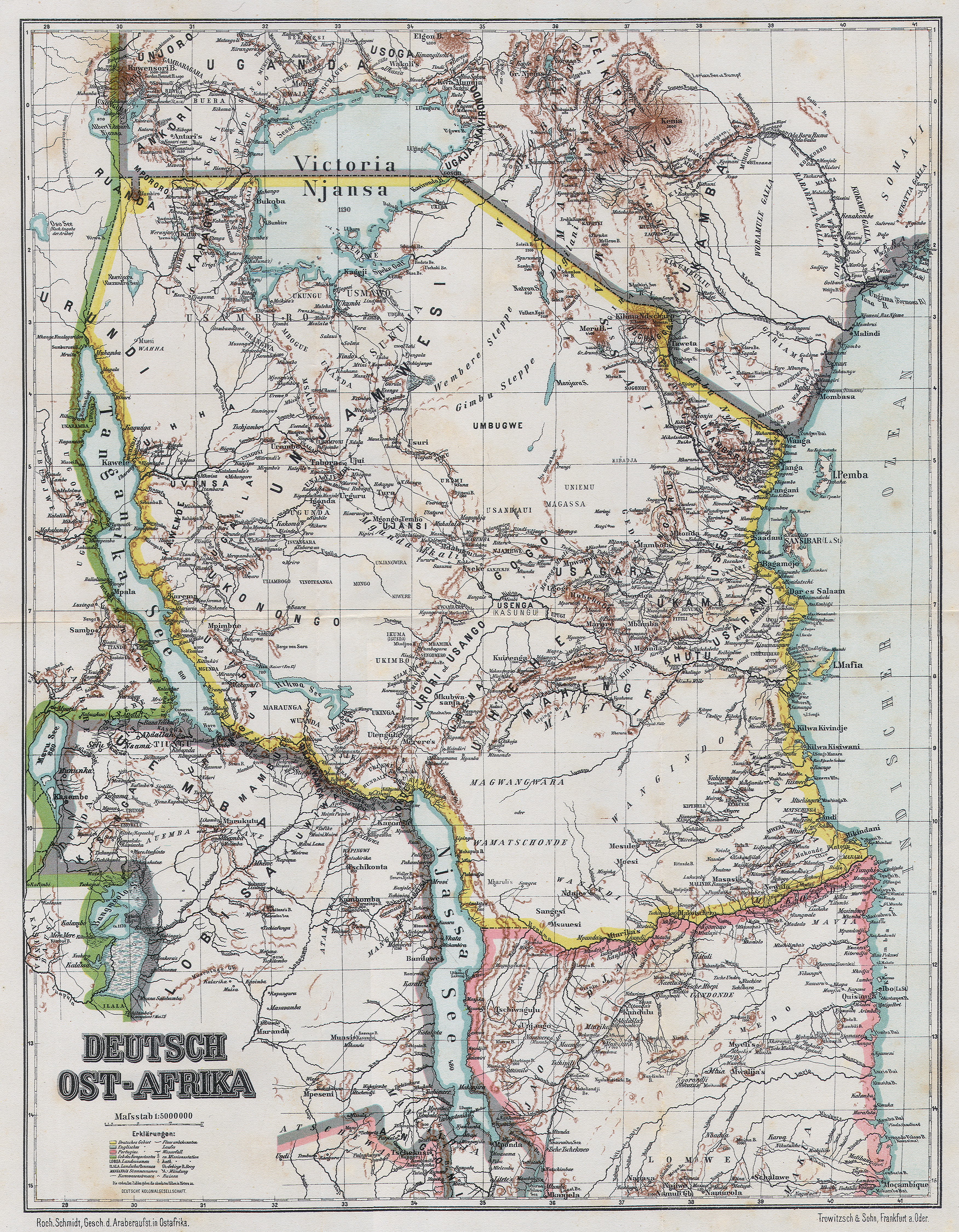
德属东非时局图

1885年3月1日，施托施号离开济物浦前往香港，进而收到了修正后的命令，指示其首先在澳大利亚停留，以协助调解德国和英国之间关于德国收购俾斯麦群岛和威廉皇帝领殖民地的争端，并在必要时使用武力捍卫主张。该舰于4月11日抵达悉尼，在那里它得知巡洋护卫舰玛丽号在新梅克伦堡意外搁浅的消息，施托施号遂前往当地将失事舰只拖回悉尼进行维修。当它们于5月6日抵达悉尼时，政治局势已经平静下来，施托施号得以回到原来的任务中，于6月中旬离开澳大利亚，至7月5日抵达毛里求斯的路易港，在那里等待新分舰队的其他成员到来。接下来的几天，其姊妹舰格奈森瑙号、伊丽莎白号、阿达尔贝特亲王号以及租用的蒸汽船埃伦费尔斯号（SS Ehrenfels）陆续抵达。东非分舰队的第一项任务是搜寻在亚丁湾失踪的护卫舰奥古斯塔号。搜寻工作在马尔代夫和查戈斯群岛周围展开，但始终无法找到失踪舰只的位置。
此时，德国已经加入了瓜分非洲的行列，并已在西南非洲、喀麦隆和多哥兰建立起保护国。分舰队于是被派往桑给巴尔，以执行德国对东非的“保护条约”，此举主要是针对桑给巴尔苏丹巴伽什·本·赛义德，他声称东非沿海国家为自治领。7月7日，分舰队离开路易港前往桑给巴尔。在途中，施托施号舰长、海军上校汉斯·格奥尔格·冯·诺斯蒂茨（Hans Georg von Nostitz）因突发心脏病身故，遂由阿达尔贝特亲王号的大副盖斯勒少校暂代其职位，直到9月8日诺斯蒂茨的继任者棣德利上校到达。在此期间，分舰队于8月7日在桑给巴尔附近抛锚，这让巴伽什大为吃惊，后者对德国最近获得的殖民地维图兰提出异议，而维图兰正是日后德属东非的核心。帕申和总领事古斯塔夫·特拉弗斯根据德国的三个要求进行了谈判：本·赛义德承认德国在维图兰的保护国；缔结一项单独的贸易和友好条约；以及指定巴伽什的侄子，即其胞妹埃米莉·鲁伊特的儿子作为他的继承人。巴伽什同意了前两个条件并签署协议，但第三个条件暂时被搁置。
1885年8月19日，施托施号的姊妹舰俾斯麦号携新任分舰队司令、海军少将爱德华·冯·克诺尔抵达桑给巴尔。与此同时，帕申受命以施托施号、阿达尔贝特亲王号和格奈森瑙号为基础组建一个新的分舰队，以支援西非的殖民地。施托施号于10月11日前往开普敦进行维修，在它停运期间，此时已晋升为海军少将的帕申便暂时将他的将旗转移至阿达尔贝特亲王号舰上。然而与此同时，西非的政治局势已经缓和，使格奈森瑙号得以回到东非分舰队，而施托施号和阿达尔贝特亲王号则接到了返回德国的命令。11月21日，完成维修的施托施号前往弗里敦与阿达尔贝特亲王号会合，帕申在那里重新登舰，然后承担起观察德国与西班牙就加罗林群岛发生争端发展的任务。直到教宗良十三世介入解决争端后，归国之旅才得以继续，西非分舰队于12月12日解散。十天后，施托施号抵达威廉港并退役接受大规模的现代化改造，包括安装新的锅炉和用新的速射炮替换旧的150毫米箍炮。该舰随后作预备役搁置，并被列入教学舰名单。

### 教学舰

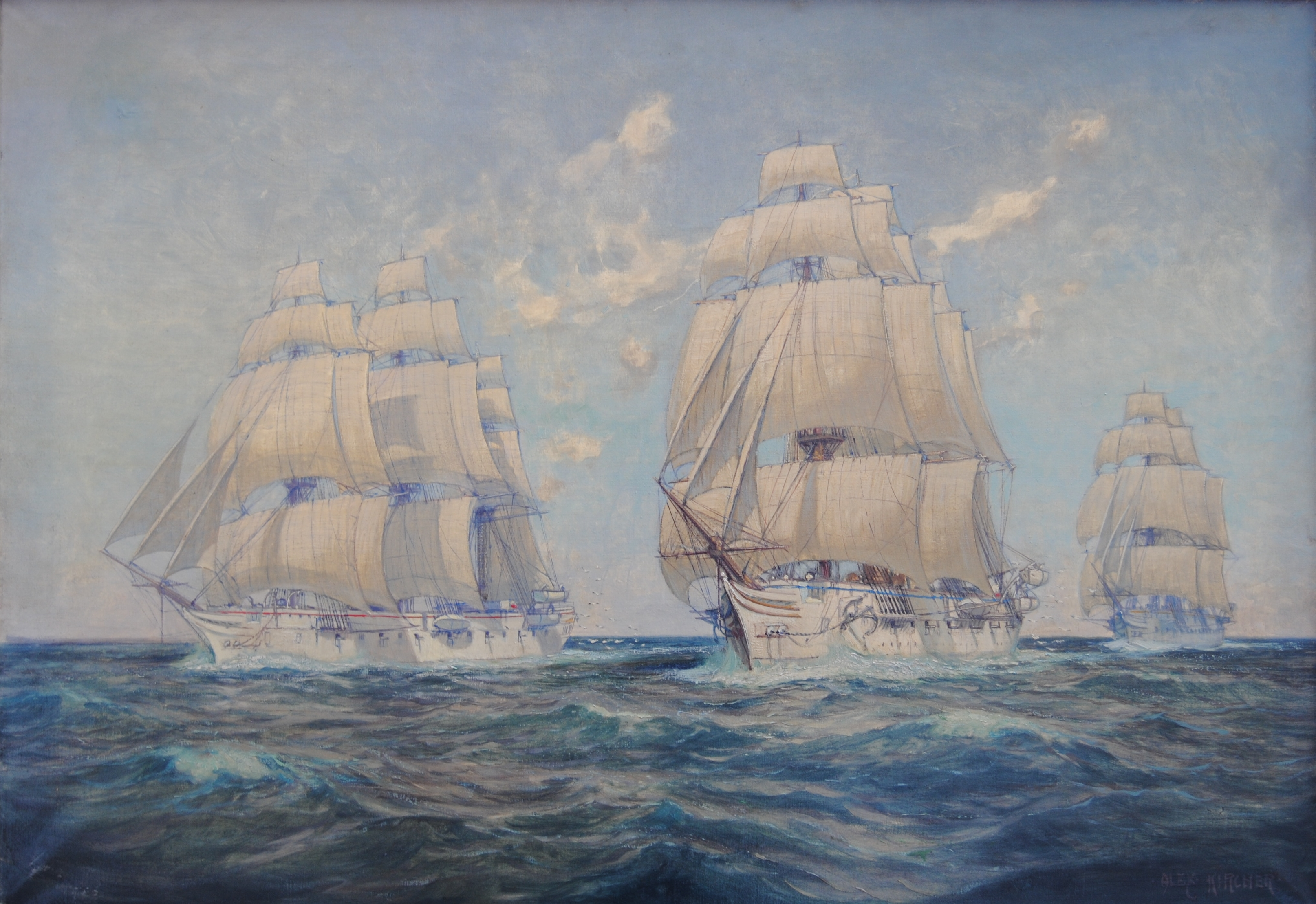
展现了扬帆姿态的施托施号、施泰因号和格奈森瑙号

施托施号于1888年9月20日重新入役，担任教学分舰队的旗舰，取代了施泰因号的角色。此时的分舰队由海军少将弗里德里希·冯·霍尔曼指挥，阵容成员还包括有施托施号的姊妹舰格奈森瑙号、毛奇号以及巡洋巡防舰夏洛特号。此后不久，这些舰只前往海外展开训练巡航，于9月29日进入地中海。它们以单舰或结伴的方式访问了地中海的多个港口，并参加了10月27日至11月5日在比雷埃夫斯举行的纪念希腊国王乔治一世登基25周年的庆祝活动。当施托施号在士麦那驻留期间，霍尔曼及其幕僚还对奥斯曼帝国苏丹阿卜杜勒-哈米德二世进行了正式访问。1889年2月24日，霍尔曼接到命令将该分舰队带到埃及，以接替即将被派往萨摩亚的东非分舰队，但当施托施号及其分舰队余部到达亚历山大港时，东非分舰队的重新部署已经毫无必要了，因此教学分舰队于3月20日被召回。当它们在西西里岛的巴勒莫经停时，海军部再次考虑在两艘炮舰因强烈气旋而在萨摩亚失事后重新部署军舰至当地，但最终依然放弃。分舰队遂于4月16日返回威廉港并就地解散，施托施号则于4月27日停运。
1891年，施托施号重新投运，在基尔作为警戒舰使用。它于同年夏天出席了考斯帆船周，继而访问了苏格兰的利斯和挪威的卑尔根，然后于8月5日返回基尔。随后，该舰在波罗的海西部进行训练巡航，并参加了8月28日开始的年度舰队演习。演习结束后，施托施号于9月24日在基尔再次停运。它以类似的方式度过了接下来一年，然后于1893年增加了一次大规模的海外训练巡航，以培训海军学员。这年，该舰还作为第三支舰队的一份子参加了年度舰队演习。演习结束后，它在10月8日开始另一次前往西印度群岛的大规模巡航之前进行了大修。施托施号于1894年3月29日回到基尔，并在当年的舰队演习中再次效力于第三支队。下一次前往西印度群岛的巡航于10月13日开始，至1895年3月26日在基尔结束。那一年，除了海军学员之外，它还开始培训见习水兵，最初是在德国水域。6月21日，该舰出席了威廉皇帝运河的开通仪式。
施托施号的教学任务于1895年6月29日中断，当时它与岸防舰哈根号、二等巡洋舰奥古斯塔皇后号和玛丽号一同被派往摩洛哥，以应对两名德国商人在当地被谋杀的事件。这些舰只于7月10日抵达，要求对方政府对遇难者进行赔偿，和解协议于8月4日达成，使它们得以返回德国。施托施号于8月13日抵达威廉港，正好赶上当年的舰队演习。例行的海外拉练从10月2日开始，并再次前往西印度群岛。12月20日至23日，它在海地的太子港停留，以应对威胁该市德国公民的骚乱。该舰于1896年1月中旬抵达基韦斯特，继而在古巴的哈瓦那与施泰因号和格奈森瑙号会合；三艘舰随后驶向委内瑞拉。之后，这些教学舰开始返回德国；在回程途中，它们曾在鹿特丹停留，并在那里受到了荷兰王后埃玛的接见。三艘舰于3月18日返抵基尔。7月8日至11日，施托施号和施泰因号又出访俄国的圣彼得堡，沙皇尼古拉二世在当地接待了两舰的军官。
1896年，施托施号再次加入第三支队参与舰队演习，之后它于9月26日开启冬季训练巡航，前往地中海。该舰在行程的大部分时间都在巡访黎凡特的港口，并于1897年3月25日回到德国后停运。经过全面的检修，施托施号于1898年4月5日重新投运，参与常规的例行训练演习，包括8月至9月的年度舰队演习。冬季训练巡航依旧去往西印度群岛和地中海；当行经丹吉尔时，它与夏洛特号再度向摩洛哥政府施压，要求支付1895年两起谋杀案的赔偿金。1899年1月30日，施托施号和夏洛特号抵达法属阿尔及利亚的奥兰，使它们成为自1870－71年普法战争后，首批访问法国港口的德籍军舰。当两舰于3月22日回到德国时，海军已经改变了训练计划，即海外训练巡航不应在冬季，而是应在夏季展开。因此，在波罗的海进行了短暂的训练后，施托施号于7月2日便又踏上1899年度的海外巡航之旅，前往西印度群岛。同年11月，在西普里亚诺·卡斯特罗于委内瑞拉发动反对前总统伊格纳西奥·安德雷德的武装革命期间，由海军上校阿尔弗雷德·埃尔利希率领的施托施号至卡贝略港驻留，以接替巡洋护卫舰水妖号保护当地的德国公民和利益，但没有干预卡斯特罗军队对这座城市的炮击和占领。是次巡航于1900年3月12日结束，该舰随后又在8月11日至9月20日期间访问了挪威、英国和荷兰的港口。接下来两年的海外拉练均是前往地中海，分别于1900年9月20日至1901年3月18日和1901年8月1日至1902年3月19日进行。

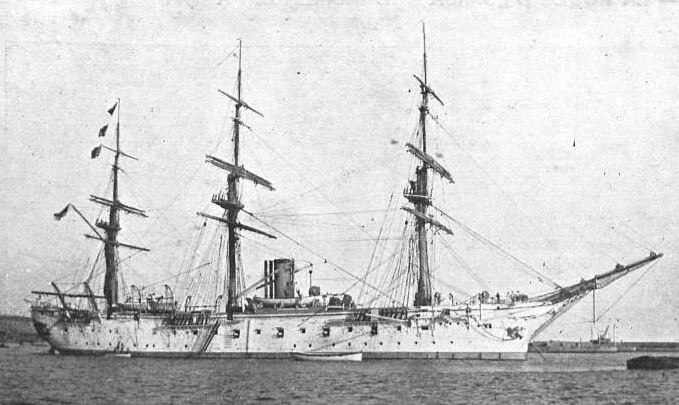
1906年的施托施号

施托施号于1902年6月6日至7月29日在波罗的海进行操练，随后访问了丹麦的哥本哈根和挪威的奥斯陆。这年的海外训练巡航是经由维戈前往西印度群岛。11月25日，该舰抵达委内瑞拉，加入海军准将格奥尔格·舍德尔麾下的东美巡洋支舰队（旗舰为大巡洋舰菲内塔号），以应对1902－1903年委内瑞拉危机，尽管它在危机中的作用仅限于将德国公使从拉瓜伊拉转移到库拉索。1903年1月29日，施托施号脱离分舰队，至3月20日回到基尔。它于5月19日开始在波罗的海和北海进行演练，其中包括在利鲍和卑尔根停留，并在后者受到了德皇威廉二世的登舰检阅。之后的海外拉练是前往南美水域，最远曾抵巴西的布兰卡港，并于1904年3月16日回到德国。7月16日，该舰开始了另一次前往地中海的巡航，首先在瑞典的斯德哥尔摩和卑尔根停靠。从卑尔根航行到休达后，施托施号进一步前往君士坦丁堡，苏丹阿卜杜勒-哈米德二世在那里接见了其舰长。该舰于1905年3月18日回到基尔。
1905年7月18日，施托施号开启另一次训练巡航，此番是去往西非水域。它来到白角，在那里进行海道勘测，却不慎搁浅，需要由一艘英国轮船拖出。该舰于10月23日前往休达接受维修，维修于1906年1月20日完成，使其能够继续在地中海巡航。施托施号于3月17日回到基尔，而这年的训练周期紧随其后于3月31日开启。它于1907年3月16日结束了最后一次前往地中海的训练巡航，继而于4月3日在基尔退役，至5月27日正式从海军名录中除籍。该舰曾在基尔的帝国船厂临时充当废船，但于同年10月便被转售予一家荷兰拆船公司并拆解报废。